# Johan Karlberg (skådespelare)
Lars Johan Karlberg , född 29 mars 1954 i Söderåkra församling, Torsås, är en svensk skådespelare.

## Biografi
Johan Karlberg utbildades vid Statens scenskola i Stockholm 1974-1977. Han tillhörde Riksteaterns Örebroensemble 1977-1980 och Fria Proteatern 1980-1983. Sedan 1983 tillhör han Göteborgs stadsteaters fasta ensemble. Han har medverkat i flera svenska filmer och TV-produktioner. 
År 2000 promoverades Karlberg tillsammans med Inger Hayman och Ingemar Carlehed till teknologiska hedersdoktorer vid Chalmers tekniska högskola för uppsättningen av Michael Frayns Copenhagen.
Karlberg är sedan 26 juni 1982 gift med skådespelaren Marie Delleskog, med vilken han har två söner och en dotter.

## Filmografi
- 1989 – Sparvöga (TV-serie)
- 1995 – Rena Rama Rolf  (TV-serie)
- 1997 – Skallgång (TV-serie)
- 1998 – Vita lögner (TV-serie)
- 2002 – Hem till byn (TV-serie)
- 2007 – Gynekologen i Askim (TV-serie)
- 2009 – Rosenhill
- 2009 – Johan Falk – Gruppen för särskilda insatser
- 2009 – I skuggan av värmen
- 2009 – Den sjungande korpen
- 2012 – Cockpit
- 2013 – Johan Falk: Kodnamn Lisa
- 2013 – Hotell
- 2015 – Blå ögon (TV-serie)
- 2020 – Min pappa Marianne
- 2025 – Stenbeck (TV-serie)

## Teater

### Roller (ej komplett)
| År   | Roll                  | Produktion | Regi                                  | Teater                |
| ---- | --------------------- | --- | ------------------------------------- | --------------------- |
| 1976 |                       | Gruffet i Chiozza (Le baruffe chiozzotte) Carlo Goldoni | Rudolf Penka                          | Katarinateatern       |
| 1977 | Josef                 | Hundarna i Casablanca Christer Kihlman | Marianne Rolf                         | Riksteatern           |
| 1977 |                       | Hoppets här Gunnar Ohrlander | Marianne Rolf                         | Riksteatern           |
| 1978 | Hertigen              | Lika för lika (Measure for Measure) William Shakespeare | Claes Lundberg                        | Riksteatern           |
| 1978 | Landshövding Aronsson | Hemmets härd är guld värd Gunnar Ohrlander | Leif Stålhammer                       | Riksteatern           |
| 1979 | Valère                | Tartuffe (Tartuffe, ou l'Imposteur) Molière | Pierre Fränckel                       | Örebroensemblen       |
| 1980 |                       | I vackra drömmars land Lars Björkman | Pierre Fränckel                       | Riksteatern           |
| 1980 | Draken                | Draken (Drakon) Jevgenij Sjvarts | Stefan Böhm                           | Fria Proteatern       |
| 1981 | Janne                 | Bänken Roland Jansson | Olof Willgren                         | Fria Proteatern       |
| 1981 | Eulenspiegel          | Balladen om Eulenspiegel (Ballade vom Eulenspiegel, vom Federle und der dicken Pompanne) Günther Weisenborn                                                                     | Jindra Puhony                         | Fria Proteatern       |
| 1982 |                       | Den blomstertid nu kommer Gunnar Ohrlander | Stefan Böhm                           | Fria Proteatern       |
| 1982 |                       | Stormen (The Tempest) William Shakespeare | Magnus Bergquist                      | Torekällberget        |
| 1983 | Akilles               | Sköna Helena (La Belle Hélène) Jacques Offenbach, Henri Meilhac och Ludovic Halévy                                                                                              | Olof Willgren                         | Fria Proteatern       |
| 1984 | Admetus               | Alkestis (Ἄλκηστις, Alkēstis) Euripides | Martin Berggren                       | Göteborgs stadsteater |
| 1984 |                       | En midsommarnattsdröm (A Midsummer Night's Dream) William Shakespeare | Claes Lundberg                        | Göteborgs stadsteater |
| 1984 |                       | Leonce och Lena (Leonce und Lena) Georg Büchner | Martin Berggren                       | Göteborgs stadsteater |
| 1999 | Werner Heisenberg     | Copenhagen Michael Frayn | Lars Arrhed                           | Göteborgs stadsteater |
| 1999 |                       | Den europeiska kritcirkeln (Der kaukasische Kreidekreis) Bertolt Brecht | Jasenko Selimović                     | Göteborgs stadsteater |
| 2000 |                       | Molières Misantrop (Molières misanthrope) Botho Strauss | Alexa Ther                            | Göteborgs stadsteater |
| 2001 |                       | Brand Henrik Ibsen | Ole Anders Tandberg                   | Göteborgs stadsteater |
| 2001 |                       | Albert Speer David Edgar | Jasenko Selimović                     | Göteborgs stadsteater |
| 2002 |                       | Pelle Snusk (Shockheaded Peter) Julian Crouch och Phelim McDermott | Carolina Frände                       | Göteborgs stadsteater |
| 2003 |                       | Bron (Sild) Jaan Tätte | Jaanus Rohumaa                        | Göteborgs stadsteater |
| 2003 |                       | Fångarnas dilemma (The Prisoner's Dilemma) David Edgar | Jasenko Selimović                     | Göteborgs stadsteater |
| 2004 |                       | Idioten (Идиот, Idiot) Fjodor Dostojevskij | Rimas Tuminas                         | Göteborgs stadsteater |
| 2004 |                       | Personangrepp (Attempts on Her Life) Martin Crimp | Sara Stenström                        | Göteborgs stadsteater |
| 2005 |                       | Måsen (Чайка, Tjajka) Anton Tjechov | Carolina Frände                       | Göteborgs stadsteater |
| 2005 |                       | Hustruskolan (L'école des femmes) Molière | Daniel Benoin                         | Göteborgs stadsteater |
| 2005 |                       | Ett drömspel August Strindberg | Etienne Glaser                        | Göteborgs stadsteater |
| 2006 |                       | Rosens namn (Il nome della rosa) Umberto Eco | Jasenko Selimović                     | Göteborgs stadsteater |
| 2006 |                       | Körsbärsträdgården (Вишнёвый сад, Visjnjovyj sad) Anton Tjechov | Rimas Tuminas                         | Göteborgs stadsteater |
| 2006 |                       | Woyzeck Georg Büchner | Stefan Metz                           | Göteborgs stadsteater |
| 2007 |                       | Den utvalda Mattias Andersson | Carolina Frände                       | Göteborgs stadsteater |
| 2007 |                       | Don Carlos (Don Karlos) Friedrich Schiller | Eva Bergman                           | Göteborgs stadsteater |
| 2008 |                       | Korpen (The Raven) Edgar Allan Poe | Sven-Åke Gustavsson                   | Göteborgs stadsteater |
| 2008 |                       | Storstadsljus (The Lights) Howard Korder | Stefan Metz                           | Göteborgs stadsteater |
| 2008 |                       | Turister Magnus Dahlström | Emil Graffman                         | Göteborgs stadsteater |
| 2008 |                       | Butterfly Kiss Phyllis Nagy | Malin Stenberg                        | Göteborgs stadsteater |
| 2008 |                       | Julberättelser Johan Gry | Johan Gry                             | Göteborgs stadsteater |
| 2010 |                       | Den inbillningssjuke (Le Malade imaginaire) Molière | Åsa Kalmér                            | Göteborgs stadsteater |
| 2010 |                       | Stenen (Der Stein) Marius von Mayenburg | Mattias Nordkvist                     | Göteborgs stadsteater |
| 2011 |                       | Profeten i Västra Götaland Sofia Fredén | Anna Takanen                          | Göteborgs stadsteater |
| 2011 |                       | Antigone (Ἀντιγόνη) Sofokles | Ronnie Hallgren Mgunga Mwa Mnyenyelwa | Göteborgs stadsteater |
| 2012 |                       | Mittens rike Jan Käll, Johanna Emanuelsson, Richard Turpin och ensemblen | Richard Turpin                        | Göteborgs stadsteater |
| 2012 |                       | Affären Danton (Sprawa Dantona) Stanislawa Przybyszewska | Andrés Lima                           | Göteborgs stadsteater |
| 2013 |                       | Djävlar på hjul Malin Stenberg och Lucas Svensson | Malin Stenberg                        | Göteborgs stadsteater |
| 2013 |                       | Frun från havet (Fruen fra havet) Henrik Ibsen | Egill Pálsson                         | Göteborgs stadsteater |
| 2014 |                       | Faust och Faustin and out Elfriede Jelinek | Hilda Hellwig                         | Göteborgs stadsteater |
| 2014 |                       | I Annas garderob Ann-Sofie Bárány | Suzanne Osten                         | Göteborgs stadsteater |
| 2015 |                       | Markurells i Wadköping Hjalmar Bergman | Dennis Sandin                         | Göteborgs stadsteater |
| 2015 |                       | Det bästa hos människan Bengt Ohlsson | Bengt Ohlsson                         | Göteborgs stadsteater |
| 2016 |                       | Fadren August Strindberg | Andreas Boonstra                      | Göteborgs stadsteater |
| 2016 |                       | Mephisto Klaus Mann | Pontus Stenshäll                      | Göteborgs stadsteater |
| 2017 |                       | Alexandras Odyssé Alexandra Pascalidou | Anna Ulén                             | Göteborgs stadsteater |
| 2017 |                       | Karl Gerhard Irena Kraus | Eva Bergman                           | Göteborgs stadsteater |
| 2018 |                       | Motherdog Hans Van den Broeck, Max Bolotin och Sara Tuss Efrik | Hans Van den Broeck                   | Göteborgs stadsteater |
| 2019 | Ariste                | Lärda kvinnor (Les Femmes savantes) Molière | Hilda Hellwig                         | Göteborgs stadsteater |
| 2019 |                       | Ship of Fools Bogdan Szyber och Carina Reich | Bogdan Szyber och Carina Reich        | Göteborgs stadsteater |
| 2021 | Clov                  | Slutspel (Fin de partie) Samuel Beckett | Ronnie Hallgren                       | Göteborgs stadsteater |
| 2022 | Patient               | Mordet på Marat (Die Verfolgung und Ermordung Jean Paul Marats, dargestellt durch die Schauspielgruppe des Hospizes zu Charenton unter Anleitung des Herrn de Sade) Peter Weiss | Jan Klata                             | Göteborgs stadsteater |